# Lucio Moreno
General Lucio Moreno fue un militar mexicano que participó en la Revolución mexicana. Nació en Santa Catarina, cerca de Tepoztlán, Morelos, pero más tarde radicó con sus familiares en Yautepec. Ejerció el oficio de zapatero y practicó la charrería; contrajo matrimonio con Catarina Campos y se estableció en Jojutla. En 1909 y 1910 fue uno de los dirigentes de la campaña antirreeleccionista en esta población, por lo que en abril fue encarcelado, permaneciendo en prisión hasta junio de 1910. Este hecho realzó su prestigio entre los descontentos de la región. A principios de la región. A principios de 1911 fue comisionado por Pablo Torres Burgos para iniciar el movimiento maderista en la zona de Tepoztlán y Yautepec: en marzo instaló su cuartel en la Hacienda de Apanquetzalco y en mayo participó en las tomas de Yautepec y Cuautla. Al regresar a la zona de Tepoztlán, en junio de 1911 fue asesinado por un oficial de la tropa de Bernabé Labastida.